# Liste der Mitglieder der National Academy of Sciences/1883
Im Jahr 1883 wählte die National Academy of Sciences der Vereinigten Staaten 28 Personen zu ihren Mitgliedern.

## Neugewählte Mitglieder
- John C. Adams (1819–1892)
- Arthur von Auwers (1838–1915)
- Alexander Graham Bell (1847–1922)
- Marcelin Berthelot (1827–1907)
- John S. Billings (1838–1913)
- Jean-Baptiste Boussingault (1802–1887)
- Arthur Cayley (1821–1895)
- Michel Chevreul (1786–1889)
- Rudolph Clausius (1822–1888)
- Jean Dumas (1800–1884)
- Grove K. Gilbert (1843–1918)
- Henry B. Hill (1849–1903)
- Joseph D. Hooker (1817–1911)
- Thomas H. Huxley (1825–1895)
- Charles L. Jackson (1847–1935)
- William Thomson Kelvin (1824–1907)
- Gustav Robert Kirchhoff (1824–1887)
- Louis Pasteur (1822–1895)
- George G. Stokes (1819–1903)
- James J. Sylvester (1814–1897)
- Adolphe Wurtz (1817–1884)
- Alphonse de Candolle (1806–1893)
- Hermann von Helmholtz (1821–1894)
- Albert von Koelliker (1817–1905)
- Theodor von Oppolzer (1841–1886)
- Ferdinand von Richthofen (1833–1905)
- Otto Wilhelm von Struve (1819–1905)
- Rudolf Virchow (1821–1902)